# Planetas enanos potenciales

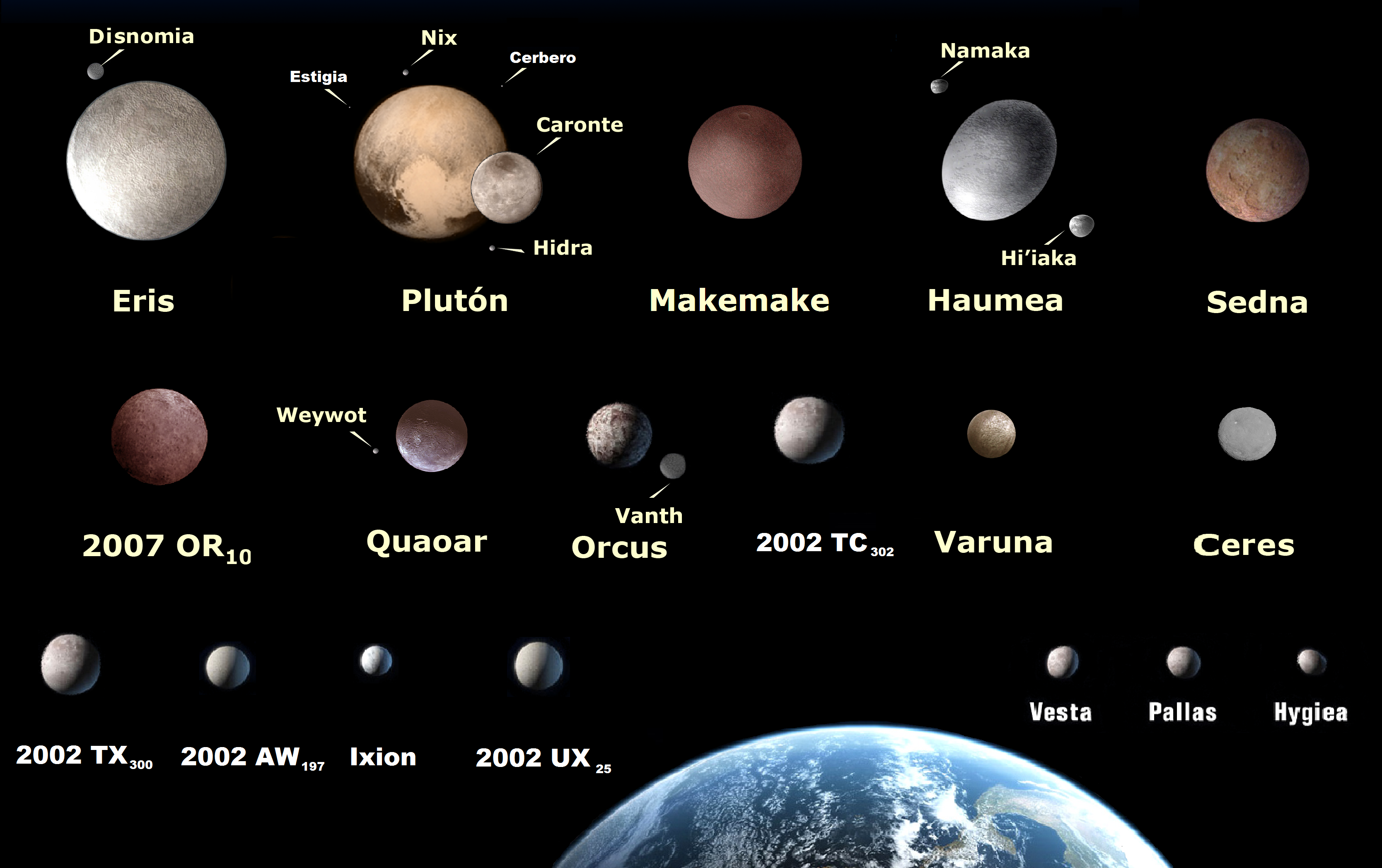
Ilustración de los tamaños de los mayores objetos del sistema solar que no son planetas.

Se estima que podría haber 200 planetas enanos en el cinturón de Kuiper, en el sistema solar exterior y hasta 10 000 en la región más lejana. La Unión Astronómica Internacional (IAU) ha aceptado cinco de ellos: Plutón, Eris, Haumea y Makemake, así como Ceres en el sistema solar interior. Este artículo enumera estos y otros probables.

## Procedimientos de nombramiento de la UAI
En 2008, la UAI modificó sus procedimientos de nombramiento de tal manera que los objetos considerados con más probabilidades de ser planetas enanos recibían un trato distinto que otros. Los objetos que tienen una magnitud absoluta (H) de menos de 1 (y por lo tanto un diámetro mínimo de 838 km si el albedo está por debajo del 100 %) son supervisados por dos comités de nombres, uno para planetas menores y uno de los planetas. Una vez nombrados, los objetos se declaran ser planetas enanos.  Makemake y  Haumea son los únicos objetos que han salido a través del proceso de nombramiento como planetas enanos potenciales. Actualmente no hay otros cuerpos que cumplan este criterio. Todos los demás cuerpos son nombrados por el comité como planetas menores, y la UAI no ha indicado cómo o si van a ser aceptados como planetas enanos.

## Valores límite

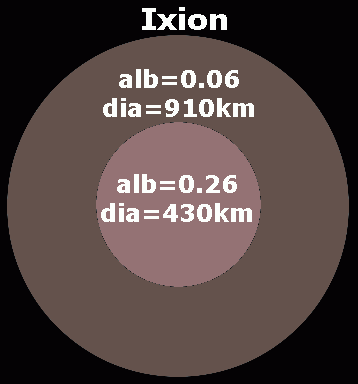
Cálculo del diámetro de Ixion dependiendo del albedo (la fracción de luz que se refleja), el cual es desconocido actualmente.

La función de la calificación de un planeta enano es que «tiene suficiente masa para que su propia gravedad supere las fuerzas de cuerpo rígido para que asuma una forma casi redonda». Excepto por Plutón y Ceres,[cita requerida] las observaciones actuales son insuficientes para una determinación si un cuerpo cumple esta definición. Sin embargo,  Michael Brown estima que un cuerpo helado se relaja en equilibrio hidrostático en un diámetro en algún lugar entre 200 y 400 km  Por lo tanto, todos los objetos transneptunianos (TNOs) que se enumeran a continuación se estiman en al menos 300 km de diámetro, aunque no todos los cuerpos que se estiman en ese tamaño se incluyen aquí. Las listas se complican aún más por cuerpos tales como (47171) 1999 TC36 que al principio se asumió que eran objetos simples y que más tarde se descubrió que eran objetos dobles o triples.
Ceres es el único planeta enano identificado en el cinturón de asteroides. (4) Vesta, el segundo más masivo de la región, parece tener un interior totalmente diferenciado y por lo tanto estuvo en equilibrio en algún momento de su historia, pero ya no. El tercer objeto más masivo, (2) Palas, tiene una superficie algo irregular y se cree que tiene solamente un interior parcialmente diferenciado. Brown estima que, debido a que los objetos rocosos son más rígidos que los objetos helados, los objetos rocosos debajo por debajo de 900 km de diámetro no pueden estar en equilibrio hidrostático y por lo tanto no son planetas enanos.
Por último, un planeta enano no puede ser el satélite (luna) de otro cuerpo, a pesar de que  varios de ellos son más grandes que los planetas enanos reconocidos.

## Probable según Brown
Mike Brown considera un gran número de cuerpos transneptunianos, clasificados por tamaño estimado, que «probablemente» sean planetas enanos. No consideraba a asteroides, afirmando que «En el cinturón de asteroides Ceres, con un diámetro de 900 km, es el único objeto lo suficientemente grande como para ser redondo».
Los términos para diferentes grados de probabilidad dividen éstos en:
- Cerca de certeza: diámetro estimado de más de 900 kilómetros. Confianza suficiente para decir que deben estar en equilibrio hidrostático, aunque sean predominantemente rocosos.
- Altamente probable: diámetro estimado de más de 600 kilómetros. El tamaño tendría que ser «manifiestamente erróneo» o tendrían que ser principalmente rocosos para no ser planetas enanos.
- Probable: diámetro estimado de más de 500 km. Las incertidumbres en la medición significan que algunos de estos serán significativamente más pequeños y por lo tanto dudosos.
- Probable: diámetro estimado de más de 400 kilómetros. Se espera que sean planetas enanos si son de hielo y esa cifra es correcta.
- Posible: diámetro estimado de más de 200 km. Hay lunas heladas de transición con forma irregular en el rango 200-400 km., lo que sugiere que el mismo valor es válido para los objetos del Cinturón de Kuiper. Por lo tanto, algunos de estos objetos podrían ser planetas enanos.
- Probablemente no: diámetro estimado por debajo de los 200 km. Ninguna luna helada de menos de 200 kilómetros es redonda, lo que sugiere que lo mismo es cierto para los KBOs. El tamaño estimado de estos objetos tendría que ser erróneo para que fueran planetas enanos.

## Probable según Tancredi
En 2010, Gonzalo Tancredi presentó un informe a la UAI para evaluar una lista de 46 candidatos a planeta enano basado en la curva de luz del análisis de amplitud y el supuesto de que el objeto era superior a 450 km de diámetro. Algunos diámetros se miden, algunos son estimaciones de mejor ajuste, y otros utilizan un albedo supuesto de 0.1. De éstos, identificó 15 planetas enanos por sus criterios, con otros nueve están considerandos como posibles. Para ser cauteloso, aconsejó la UAI a «oficialmente» aceptar como planetas enanos los primeros tres: Sedna, Orcus y Quaoar. Aunque la UAI había anticipado recomendaciones de Tancredi, a 2013 no ha respondido.

## Lista de posibles planetas enanos
Esta es una lista de los objetos transneptunianos que se han estimado en diámetro mayor a 300 km, y por lo tanto puede ser planetas enanos. El asteroide Ceres se añadió para la comparación.
El tipo predeterminado es estimado por tamaño Brown. Los planetas enanos reconocidos por la UAI están en negrita. Estimaciones diámetro de Brown son rojos cuando se basan en un albedo asumido. Explicaciones y fuentes para las masas y los diámetros medidos pueden ser encontrados en las páginas de órganos relacionados.
| Categorías de Brown                    | Min. ⌀ | Número de objetos |
| -------------------------------------- | ------ | ----------------- |
| casi seguro                            | 900 km | 10                |
| altamente probable                     | 600 km | 13                |
| probable                               | 500 km | 26                |
| probablemente                          | 400 km | 37                |
| posiblemente                           | 200 km | 295               |
| Fuente: Mike Brown, 26 de mayo de 2015 |        |                   |

| Objeto                    | Por Brown | Por Brown     | Por Brown | Medida    | Medida | Medida        | por medido | Diámetro por albedo asumido | Diámetro por albedo asumido | Resultado por Tancredi | Categoría          | Mayor diámetro km |
| Objeto                    | H         | Diámetro (km) | Albedo %  | Masa (Zg) | H      | Diámetro (km) | Albedo %   | Pequeño albedo=100% (km)    | Grande albedo=4% (km)       | Resultado por Tancredi | Categoría          | Mayor diámetro km |
| ------------------------- | --------- | ------------- | --------- | --------- | ------ | ------------- | ---------- | --------------------------- | --------------------------- | ---------------------- | ------------------ | ----------------- |
| Eris                      | −1.1      | 2330          | 99        | 16700     | −1.2   | 2326          | 99         | 2310                        | 11548                       | aceito (medido)        | SDO                | 2326              |
| Plutón                    | −0.7      | 2329          | 64        | 13100     | −0.8   | 2368          | 66         | 1921                        | 9605                        | aceito (medido)        | resonancia 2:3     | 2368              |
| Makemake                  | 0.1       | 1426          | 81        |           | −0.3   | 1430          | 114        | 1526                        | 7629                        | aceito                 | cubewano           | 1430              |
| Gonggong                  | 2         | 1290          | 19        |           | 2      | 1280          | 17         | 529                         | 2645                        |                        | SDO                | 1280              |
| Haumea                    | 0.4       | 1252          | 80        | 4000      | 0.1    | 1430          | 79         | 1269                        | 6346                        | aceito                 | cubewano           | 1430              |
| Quaoar                    | 2.7       | 1092          | 13        | 1400      | 2.4    | 1074          | 17         | 440                         | 2200                        | aceito (e recomendado) | cubewano           | 1074              |
| Sedna                     | 1.8       | 1041          | 32        |           | 1.5    | 995           | 45         | 666                         | 3330                        | aceito (e recomendado) | separado           | 995               |
| Orcus                     | 2.3       | 983           | 23        | 580       | 2.2    | 917           | 28         | 483                         | 2413                        | aceito (e recomendado) | resonancia 2:3     | 917               |
| Máni                      | 4         | 960           | 5         |           | 3.7    | 934           | 7          | 242                         | 1209                        |                        | cubewano           | 934               |
| Ceres                     |           | 952.4         |           | 943       | 3.3    | 952           | 9          | 291                         | 1454                        |                        | cinturón principal | 952               |
| Salacia                   | 4.2       | 921           | 4         | 450       | 4.2    | 854           | 5          | 192                         | 960                         | possível               | cubewano           | 854               |
| Varuna                    | 3.9       | 760           | 9         |           | 3.6    | 668           | 14         | 253                         | 1266                        | aceito                 | cubewano           | 668               |
| Chiminigagua              | 3.3       | 759           | 15        |           | 3      |               |            | 334                         | 1669                        |                        | SDO                | 759               |
| Achlys                    | 3.7       | 747           | 11        |           | 3.8    | 727           | 10         | 231                         | 1155                        | aceito                 | resonancia 2:3     | 727               |
| (55637) 2002 UX25         | 3.9       | 704           | 11        | 125       | 3.8    | 697           | 11         | 231                         | 1155                        |                        | cubewano           | 697               |
| (90568) 2004 GV9          | 4.2       | 703           | 8         |           | 4      | 680           | 10         | 211                         | 1053                        | aceito                 | resonancia 3:5     | 680               |
| Ritona                    | 3.9       | 697           | 11        |           | 3.9    | 679           | 11         | 221                         | 1103                        | posible                | cubewano           | 679               |
| Aya                       | 3.8       | 695           | 12        |           | 3.5    | 768           | 12         | 265                         | 1326                        | aceito                 | cubewano           | 768               |
| Varda                     | 3.7       | 690           | 13        | 265       | 3.4    | 705           | 16         | 278                         | 1388                        | possível               | cubewano           | 705               |
| (202421) 2005 UQ513       | 3.7       | 690           | 13        |           | 3.4    | 498           | 31         | 278                         | 1388                        |                        | cubewano           | 498               |
| Ixion                     | 3.8       | 674           | 12        |           | 3.6    | 650           | 15         | 253                         | 1266                        | aceito                 | resonancia 2:3     | 650               |
| (523794) 2015 RR245       | 3.8       | 674           | 12        |           | 3.6    |               |            | 253                         | 1266                        |                        | SDO                | 674               |
| (278361) 2007 JJ43        | 4.2       | 613           | 10        |           | 3.9    |               |            | 221                         | 1103                        |                        | cubewano           | 613               |
| (229762) 2007 UK126       | 3.7       | 612           | 17        |           | 3.4    | 599           | 21         | 278                         | 1388                        |                        | SDO                | 599               |
| Chaos                     | 5         | 612           | 5         |           | 4.8    | 600           | 6          | 146                         | 729                         |                        | cubewano           | 600               |
| 2010 KZ39                 | 4.3       | 599           | 10        |           | 4      |               |            | 211                         | 1053                        |                        | cubewano           | 599               |
| 2012 VP113                | 4.3       | 599           | 10        |           | 4      |               |            | 211                         | 1053                        |                        | separado           | 599               |
| 2013 FZ27                 | 4.3       | 599           | 10        |           | 4      |               |            | 211                         | 1053                        |                        | cubewano           | 599               |
| (84522) 2002 TC302        | 4.2       | 591           | 12        |           | 3.8    | 584           | 16         | 231                         | 1155                        |                        | resonancia 2:5     | 584               |
| (230965) 2004 XA192       | 4.4       | 585           | 10        |           | 4.1    | 339           | 35         | 201                         | 1006                        |                        | resonancia 1:2     | 339               |
| (589683) 2010 RF43        | 4.4       | 585           | 10        |           | 4.1    |               |            | 201                         | 1006                        |                        | SDO                | 585               |
| (78799) 2002 XW93         | 5.4       | 584           | 4         |           | 5.5    |               |            | 106                         | 528                         |                        | SDO                | 584               |
| (42301) 2001 UR163        | 4.5       | 571           | 9         |           | 4.2    |               |            | 192                         | 960                         | possível               | SDO                | 571               |
| 2003 UZ413                | 4.5       | 571           | 9         |           | 4.2    |               |            | 192                         | 960                         |                        | ressonância 2:3    | 571               |
| 2008 ST291                | 4.5       | 571           | 9         |           | 4.2    |               |            | 192                         | 960                         |                        | separado           | 571               |
| 2002 XV93                 | 5.4       | 564           | 4         |           | 5      | 549           | 6          | 133                         | 665                         |                        | ressonância 2:3    | 549               |
| 2006 QH181                | 4.6       | 558           | 9         |           | 4.3    |               |            | 183                         | 917                         |                        | SDO                | 558               |
| 2010 FX86                 | 4.6       | 558           | 9         |           | 4.3    |               |            | 183                         | 917                         |                        | cubewano           | 558               |
| 2010 RE64                 | 4.6       | 558           | 9         |           | 4.3    |               |            | 183                         | 917                         |                        | SDO                | 558               |
| 2014 UM33                 | 4.6       | 558           | 9         |           | 4.3    |               |            | 183                         | 917                         |                        | cubewano           | 558               |
| (145451) 2005 RM43        | 4.7       | 545           | 8         |           | 4.4    |               |            | 175                         | 876                         | possível               | SDO                | 545               |
| 2004 NT33                 | 4.7       | 545           | 8         |           | 4.4    | 423           | 17         | 175                         | 876                         |                        | cubewano           | 423               |
| (612911) 2004 XR190       | 4.7       | 545           | 8         |           | 4.4    |               |            | 175                         | 876                         |                        | separado           | 545               |
| (84922) 2003 VS2          | 4.1       | 537           | 15        |           | 4.2    | 523           | 13         | 192                         | 960                         |                        | resonancia 2:3     | 523               |
| (120348) 2004 TY364       | 4.8       | 532           | 8         |           | 4.5    |               |            | 167                         | 837                         |                        | ressonância 2:3    | 532               |
| 2008 OG19                 | 4.9       | 520           | 8         |           | 4.6    |               |            | 160                         | 799                         |                        | SDO                | 520               |
| 2010 VK201                | 4.9       | 520           | 8         |           | 4.6    |               |            | 160                         | 799                         |                        | cubewano           | 520               |
| 2014 FC69                 | 4.9       | 520           | 8         |           | 4.6    |               |            | 160                         | 799                         |                        | separado           | 520               |
| 2003 QX113                | 5         | 507           | 8         |           | 4.7    |               |            | 153                         | 763                         |                        | SDO                | 507               |
| 2007 JH43                 | 5         | 507           | 8         |           | 4.7    |               |            | 153                         | 763                         |                        | resonancia 2:3     | 507               |
| 2014 FT71                 | 5         | 507           | 8         |           | 4.7    |               |            | 153                         | 763                         |                        |                    | 507               |
| 2008 CT190                | 5.6       | 488           | 4         |           | 5.4    |               |            | 111                         | 553                         |                        | SDO                | 488               |
| (82075) 2000 YW134        | 5.2       | 484           | 7         |           | 4.9    |               |            | 139                         | 696                         |                        | separado           | 484               |
| (119979) 2002 WC19        | 5.2       | 484           | 7         |           | 4.9    |               |            | 139                         | 696                         |                        | resonancia 1:2     | 484               |
| (307982) 2004 PG115       | 5.2       | 484           | 7         |           | 4.9    |               |            | 139                         | 696                         |                        | SDO                | 484               |
| 2007 XV50                 | 5.2       | 484           | 7         |           | 4.9    |               |            | 139                         | 696                         |                        | cubewano           | 484               |
| (175113) 2004 PF115       | 4.5       | 482           | 12        |           | 4.4    | 406           | 19         | 175                         | 876                         |                        | resonancia 2:3     | 406               |
| Dziewanna                 | 3.8       | 475           | 25        |           | 3.8    | 470           | 24         | 231                         | 1155                        |                        | SDO                | 470               |
| (26375) 1999 DE9          | 5.2       | 474           | 7         |           | 5.1    | 461           | 8          | 127                         | 635                         | posible                | SDO                | 461               |
| (35671) 1998 SN165        | 5.7       | 473           | 4         |           | 5.6    | 393           | 7          | 101                         | 504                         |                        | cubewano           | 393               |
| 2010 RF64                 | 5.2       | 473           | 7         |           | 5      |               |            | 133                         | 665                         |                        | cubewano           | 473               |
| 2010 TJ                   | 5.2       | 473           | 7         |           | 5      |               |            | 133                         | 665                         |                        | SDO                | 473               |
| 2010 VZ98                 | 5.2       | 473           | 7         |           | 5      |               |            | 133                         | 665                         |                        | SDO                | 473               |
| 2011 FW62                 | 5.2       | 473           | 7         |           | 5      |               |            | 133                         | 665                         |                        | ressonância 2:3    | 473               |
| (145480) 2005 TB190       | 4.4       | 469           | 15        |           | 4.6    | 464           | 12         | 160                         | 799                         |                        | separado           | 464               |
| (119951) 2002 KX14        | 4.9       | 468           | 10        |           | 4.5    |               |            | 167                         | 837                         |                        | resonancia 2:3     | 468               |
| (120132) 2003 FY128       | 5.1       | 467           | 8         |           | 4.9    | 460           | 9          | 139                         | 696                         |                        | SDO                | 460               |
| (126154) 2001 YH140       | 5.7       | 467           | 4         |           | 5.5    |               |            | 106                         | 528                         |                        | cubewano           | 467               |
| Huya                      | 5         | 466           | 8         |           | 4.9    | 458           | 9          | 139                         | 696                         | aceito                 | resonancia 2:3     | 458               |
| 1999 CD158                | 5.3       | 462           | 6         |           | 5.1    |               |            | 127                         | 635                         |                        | resonancia 4:7     | 462               |
| 2010 EL139                | 5.3       | 462           | 6         |           | 5.1    |               |            | 127                         | 635                         |                        | resonancia 2:3     | 462               |
| (84719) 2002 VR128        | 5.6       | 459           | 5         |           | 5.7    | 449           | 5          | 96                          | 481                         |                        | resonancia 2:3     | 449               |
| 2003 QX111                | 6.8       | 453           | 2         |           | 6.8    |               |            | 58                          | 290                         |                        | ressonância 2:3    | 453               |
| (26181) 1996 GQ21         | 5.4       | 451           | 6         |           | 5.2    |               |            | 121                         | 606                         |                        | SDO                | 451               |
| (305543) 2008 QY40        | 5.4       | 451           | 6         |           | 5.2    |               |            | 121                         | 606                         |                        | SDO                | 451               |
| (315530) 2008 AP129       | 5.4       | 451           | 6         |           | 5.2    |               |            | 121                         | 606                         |                        | resonancia 3:5     | 451               |
| 2008 NW4                  | 5.4       | 451           | 6         |           | 5.2    |               |            | 121                         | 606                         |                        | cubewano           | 451               |
| 2008 UA332                | 5.4       | 451           | 6         |           | 5.2    |               |            | 121                         | 606                         |                        | cubewano           | 451               |
| 2010 ET65                 | 5.4       | 451           | 6         |           | 5.2    |               |            | 121                         | 606                         |                        | SDO                | 451               |
| 2010 HE79                 | 5.4       | 451           | 6         |           | 5.2    |               |            | 121                         | 606                         |                        | resonancia 2:3     | 451               |
| 2011 GM27                 | 5.4       | 451           | 6         |           | 5.2    |               |            | 121                         | 606                         |                        | cubewano           | 451               |
| 2013 FC28                 | 5.4       | 451           | 6         |           | 5.2    |               |            | 121                         | 606                         |                        | cubewano           | 451               |
| 2013 JW63                 | 5.4       | 451           | 6         |           | 5.2    |               |            | 121                         | 606                         |                        | ressonância 1:2    | 451               |
| 2014 FY71                 | 5.4       | 451           | 6         |           | 5.2    |               |            | 121                         | 606                         |                        |                    | 451               |
| 2001 QF298                | 5.4       | 421           | 7         |           | 5.1    | 408           | 10         | 127                         | 635                         |                        | resonancia 2:3     | 408               |
| (303775) 2005 QU182       | 3.8       | 415           | 33        |           | 3.5    | 416           | 41         | 265                         | 1326                        |                        | SDO                | 416               |
| (144897) 2004 UX10        | 4.8       | 409           | 14        |           | 4.5    | 361           | 21         | 167                         | 837                         | posible                | resonancia 2:3     | 361               |
| Lempo                     | 5.4       | 403           | 8         |           | 5.4    |               |            |                             |                             |                        | ressonância 2:3    | 403               |
| (182397) 2001 QW297       | 6.1       | 392           | 4         |           |        |               |            |                             |                             |                        | SDO                | 392               |
| (308379) 2005 RS43        | 5.5       | 378           | 8         |           | 5.3    |               |            | 116                         | 579                         |                        | ressonância 1:2    | 378               |
| 2002 CY248                | 5.5       | 378           | 8         |           | 5.3    |               |            | 116                         | 579                         |                        | cubewano           | 378               |
| 2002 PJ149                | 5.5       | 378           | 8         |           | 5.3    |               |            | 116                         | 579                         |                        | cubewano           | 378               |
| 2003 UA414                | 5.5       | 378           | 8         |           | 5.3    |               |            | 116                         | 579                         |                        | cubewano           | 378               |
| 2010 JK124                | 5.5       | 378           | 8         |           | 5.3    |               |            | 116                         | 579                         |                        | resonancia 2:3     | 378               |
| 2010 RO64                 | 5.5       | 378           | 8         |           | 5.3    |               |            | 116                         | 579                         |                        | cubewano           | 378               |
| 2011 JF31                 | 5.5       | 378           | 8         |           | 5.3    |               |            | 116                         | 579                         |                        | cubewano           | 378               |
| 1999 CL119                | 6.2       | 375           | 4         |           |        |               |            |                             |                             |                        | cubewano           | 375               |
| (48639) 1995 TL8          | 5.6       | 362           | 8         |           | 5.4    |               |            | 111                         | 553                         |                        | separado           | 362               |
| (307616) 2003 QW90        | 5.6       | 362           | 8         |           | 5.4    |               |            | 111                         | 553                         |                        | cubewano           | 362               |
| 2001 QS297                | 5.6       | 362           | 8         |           | 5.4    |               |            | 111                         | 553                         |                        | cubewano           | 362               |
| 2010 ER65                 | 5.6       | 362           | 8         |           | 5.4    |               |            | 111                         | 553                         |                        | separado           | 362               |
| 2010 TR19                 | 5.6       | 362           | 8         |           | 5.4    |               |            | 111                         | 553                         |                        | SDO                | 362               |
| 2010 TY53                 | 5.6       | 362           | 8         |           | 5.4    |               |            | 111                         | 553                         |                        | ressonância 2:3    | 362               |
| 2010 VR11                 | 5.6       | 362           | 8         |           | 5.4    |               |            | 111                         | 553                         |                        | cubewano           | 362               |
| 2010 VW11                 | 5.6       | 362           | 8         |           | 5.4    |               |            | 111                         | 553                         |                        | SDO                | 362               |
| (119878) 2002 CY224       | 6.3       | 359           | 4         |           | 6.1    |               |            | 80                          | 400                         |                        | SDO                | 359               |
| Sila-Nunam                | 5.6       | 352           | 9         |           | 5.2    |               |            | 121                         | 606                         |                        | cubewano           | 352               |
| (312645) 2010 EP65        | 5.7       | 346           | 8         |           | 5.5    |               |            | 106                         | 528                         |                        | resonancia 1:2     | 346               |
| 2002 GH32                 | 5.7       | 346           | 8         |           | 5.5    |               |            | 106                         | 528                         |                        | resonancia 3:5     | 346               |
| 2002 XH91                 | 5.7       | 346           | 8         |           | 5.5    |               |            | 106                         | 528                         |                        | cubewano           | 346               |
| 2007 PS45                 | 5.7       | 346           | 8         |           | 5.5    |               |            | 106                         | 528                         |                        | cubewano           | 346               |
| 2013 FB28                 | 5.7       | 346           | 8         |           | 5.5    |               |            | 106                         | 528                         |                        | cubewano           | 346               |
| (15874) 1996 TL66         | 5.4       | 344           | 11        |           | 5.4    | 339           | 11         | 111                         | 553                         | aceito                 | SDO                | 339               |
| (82158) 2001 FP185        | 6.4       | 336           | 5         |           | 6      |               |            | 84                          | 419                         |                        | SDO                | 336               |
| 1998 XY95                 | 6.4       | 343           | 4         |           |        |               |            |                             |                             |                        | SDO                | 343               |
| (523622) 2007 TG422       | 6.4       | 343           | 4         |           |        |               |            |                             |                             |                        | SDO                | 343               |
| 2007 JF43                 | 5.8       | 331           | 8         |           | 6.3    |               |            | 101                         | 504                         |                        | resonancia 2:3     | 331               |
| 2010 AH2                  | 5.8       | 331           | 8         |           | 6.3    |               |            | 101                         | 504                         |                        | resonancia 1:2     | 331               |
| 2010 PK66                 | 5.8       | 331           | 8         |           | 6.3    |               |            | 101                         | 504                         |                        | cubewano           | 331               |
| 2010 PU75                 | 5.8       | 331           | 8         |           | 6.3    |               |            | 101                         | 504                         |                        | SDO                | 331               |
| 2010 RN64                 | 5.8       | 331           | 8         |           | 6.3    |               |            | 101                         | 504                         |                        | cubewano           | 331               |
| 2011 HP83                 | 5.8       | 331           | 8         |           | 6.3    |               |            | 101                         | 504                         |                        | SDO                | 331               |
| 2012 XR157                | 5.8       | 331           | 8         |           | 6.3    |               |            | 101                         | 504                         |                        | resonancia 1:2     | 331               |
| 2010 FD49                 | 6.5       | 328           | 4         |           | 6.3    |               |            | 73                          | 365                         |                        | resonancia 2:5     | 328               |
| (184314) Mbabamwanawaresa | 6.5       | 328           | 4         |           | 6.3    |               |            | 73                          | 365                         |                        | resonancia 2:5     | 328               |
| 2001 QR297                | 6.5       | 328           | 4         |           | 6.3    |               |            | 73                          | 365                         |                        | cubewano           | 328               |
| 2001 KA77                 | 5.6       | 324           | 10        |           | 5      |               |            | 133                         | 665                         |                        | cubewano           | 324               |
| (307251) 2002 KW14        | 5.9       | 322           | 8         |           | 5      |               |            | 133                         | 665                         |                        | cubewano           | 322               |
| 2014 FV71                 | 5.9       | 317           | 8         |           | 5.7    |               |            | 96                          | 481                         |                        |                    | 317               |
| 2001 XD255                | 5.9       | 317           | 8         |           | 5.7    |               |            | 96                          | 481                         |                        | resonancia 2:3     | 317               |
| 2002 GF32                 | 5.9       | 317           | 8         |           | 5.7    |               |            | 96                          | 481                         |                        | resonancia 2:3     | 317               |
| 2014 WT69                 | 5.9       | 317           | 8         |           | 5.7    |               |            | 96                          | 481                         |                        | separado           | 317               |
| 2003 UB292                | 5.9       | 317           | 8         |           | 5.7    |               |            | 96                          | 481                         |                        | cubewano           | 317               |
| 2010 VQ11                 | 5.9       | 317           | 8         |           | 5.7    |               |            | 96                          | 481                         |                        | cubewano           | 317               |
| 2007 OC10                 | 5.4       | 315           | 13        |           | 5.7    |               |            | 96                          | 481                         |                        | SDO                | 315               |
| (182933) 2002 GZ31        | 6.6       | 314           | 4         |           | 6.4    |               |            | 70                          | 349                         |                        | SDO                | 314               |
| 2010 EQ65                 | 6.6       | 314           | 4         |           | 6.4    |               |            | 70                          | 349                         |                        | SDO                | 314               |
| (55636) 2002 TX300        | 3.6       | 307           | 70        |           |        |               |            |                             |                             |                        | Familia de Haumea  | 307               |
| (79978) 1999 CC158        | 6         | 303           | 8         |           | 5.8    |               |            | 92                          | 460                         |                        | SDO                | 303               |
| (150642) 2001 CZ31        | 6         | 303           | 8         |           | 5.8    |               |            | 92                          | 460                         |                        | cubewano           | 303               |
| 2002 GD32                 | 6         | 303           | 8         |           | 5.8    |               |            | 92                          | 460                         |                        | cubewano           | 303               |
| 2007 LF38                 | 6         | 303           | 8         |           | 5.8    |               |            | 92                          | 460                         |                        | SDO                | 303               |
| 2005 CA79                 | 6         | 303           | 8         |           | 5.8    |               |            | 92                          | 460                         |                        | resonancia 1:2     | 303               |
| 2007 TB418                | 6         | 303           | 8         |           | 5.8    |               |            | 92                          | 460                         |                        | resonancia 2:5     | 303               |
| 2007 VK305                | 6         | 303           | 8         |           | 5.8    |               |            | 92                          | 460                         |                        | SDO                | 303               |
| 2008 SP266                | 6         | 303           | 8         |           | 5.8    |               |            | 92                          | 460                         |                        | cubewano           | 303               |
| 2010 JC80                 | 6         | 303           | 8         |           | 5.8    |               |            | 92                          | 460                         |                        | SDO                | 303               |
| 2011 UT410                | 6         | 303           | 8         |           | 5.8    |               |            | 92                          | 460                         |                        | resonancia 2:3     | 303               |
| 2013 JV63                 | 6         | 303           | 8         |           | 5.8    |               |            | 92                          | 460                         |                        | cubewano           | 303               |
| 2014 UH192                | 6         | 303           | 8         |           | 5.8    |               |            | 92                          | 460                         |                        | SDO                | 303               |
| (33340) 1998 VG44         | 6.7       | 301           | 4         |           | 6.5    |               |            | 67                          | 333                         |                        | resonancia 2:3     | 301               |
| 2005 SD278                | 6.7       | 301           | 4         |           | 6.5    |               |            | 67                          | 333                         |                        | ressonância 2:5    | 301               |
| 2010 FE49                 | 6.7       | 301           | 4         |           | 6.5    |               |            | 67                          | 333                         |                        | SDO                | 301               |
| (308634) 2005 XU100       | 6.7       | 301           | 4         |           | 6.5    |               |            | 67                          | 333                         |                        | cubewano           | 301               |